# SMS B 110
B 110 – niemiecki niszczyciel z okresu I wojny światowej. Szósta jednostka typu B 97. Okręt wyposażony w cztery kotły parowe opalane ropą. Zapas paliwa 527 ton. W 1918 roku internowany w Scapa Flow. Zatopiony przez załogę 21 czerwca 1919 roku. Złomowany w latach 1925–1926.
Niszczyciele typu B 97: B 97, B 98, V 99, V 100, B 109, B 110, B 111, B 112.